# Grünschnabel (Kinderliedermacher)

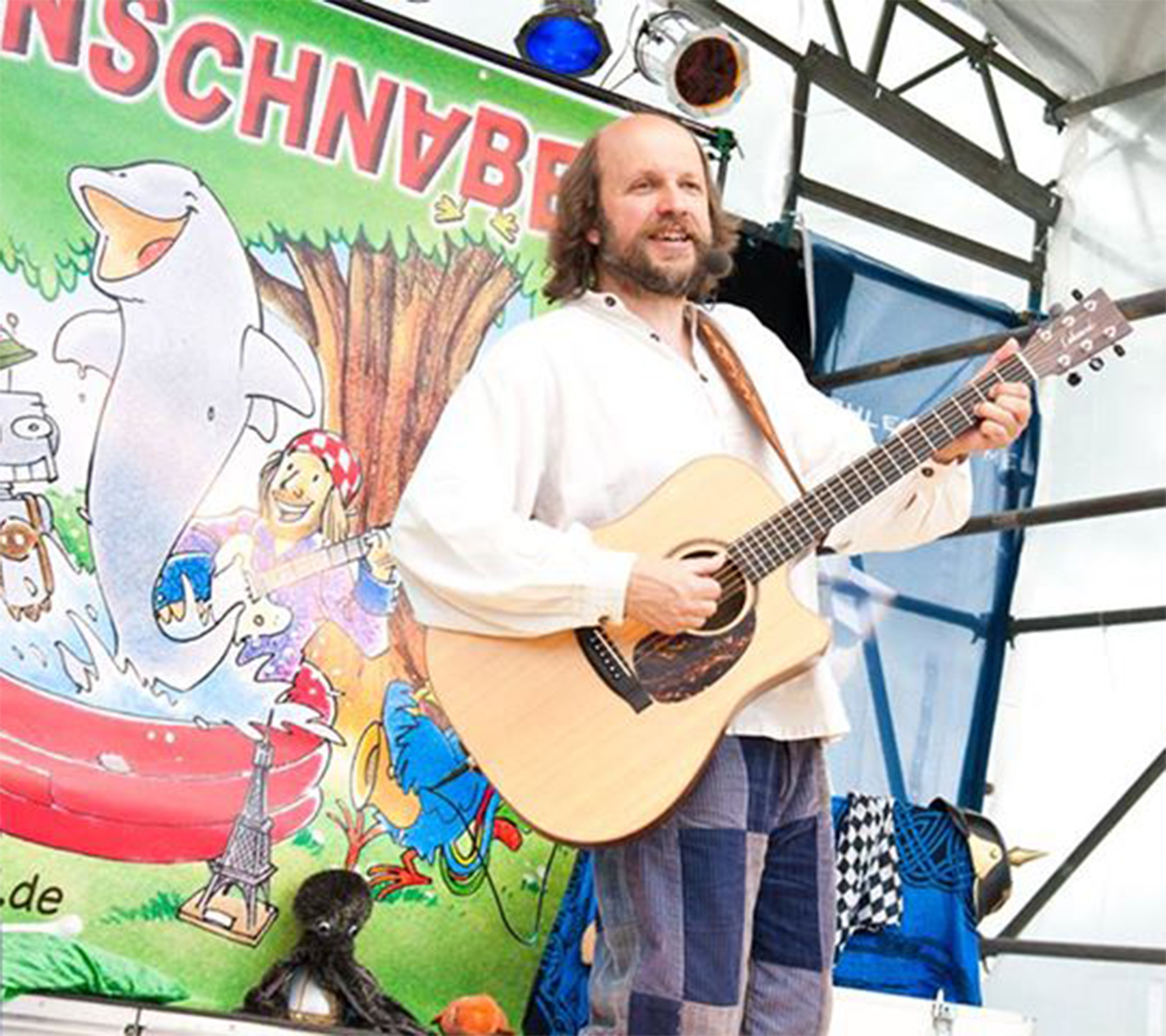
Burghardt Wegner alias Grünschnabel in Brunsbüttel live 2011

Grünschnabel (eigentlich Burghardt Wegner; * 7. Januar 1960) ist ein deutscher Musikpädagoge und Kinderliedermacher.

## Leben und Werk
Burghardt Wegner wurde am 7. Januar 1960 in einem kleinen Dorf bei Flensburg geboren. Er arbeitete zunächst als Lehrer für Musik, Deutsch und Musikalische Früherziehung. In den 1980er Jahren sammelte er Bühnenerfahrung als Frontmann, Songwriter und Gitarrist in Folk-Rock-Bands. Seine Arbeit mit Vorschulkindern in Musikschulen inspirierte ihn dazu, Kinderlieder zu komponieren, die er seit 1991 unter seinem Künstlernamen Grünschnabel in Mitmach-Konzerten und auf Tonträgern präsentiert. Dabei wird er regelmäßig von seinen drei Töchtern und weiteren Musikern unterstützt. Es sind 11 Grünschnabel-CDs erschienen, die er als Komponist, Texter, Sänger und Instrumentalist hauptsächlich unter seinem eigenen Label veröffentlicht. Des Weiteren war Grünschnabel in der KiKA-Sendung „Singas Musik Box“ zu sehen.
Grünschnabels Musik ist ein Stilmix aus Popmusik, Rock, Rap, Folk und auch Klassik. In den Liedertexten geht es hauptsächlich um Themen des Familienalltags mit Kindern
oder Geschichten. Abgesehen von Grünschnabels Baritonstimme ist eine Mischung aus akustischen Instrumenten wie Gitarren und Holzbläsern und gesampelten Instrumenten für seine Musik charakteristisch. Live tritt Grünschnabel oft solistisch mit Gitarre, Gesang und Halbplaybacks auf. Seltener sind Gastmusiker und Kinder mit auf der Bühne.
Typisch für die Gestaltung der Grünschnabel-CDs ist der von Kim Schmidt gezeichnete Plüschpapagei Plüschvogel Erich oder auch Grünschnabel. Neben seinen eigenen Veröffentlichungen findet sich Musik von Grünschnabel auch auf Compilations mit Kindermusik. Sein Kinderchor hat bei mehreren Pop-Produktionen mitgewirkt, u. a. DJ Ötzi – „Ring The Bell, Jumpy & Mungo Jerry – In der Winterzeit“.

### Diskographie (Auswahl)
- Papperlapapp, 1995 (Jam) bzw. 1997 (Karussell)
- Holterdipolter, 1998 (Okapi-Musik)
- Glitzersterne, 1999 (Maxi-CD) (Okapi-Musik)
- Konfetti unterwegs, 2001 (Okapi-Musik)
- Versöök dat mal!, 2003, auf Plattdeutsch (Okapi-Musik)
- Fete bei Nofretete, 2004 (Okapi-Musik)
- Rap-Punzel Regenbogen, 2006 (Okapi-Musik)
- GRÜN-BUNT-WEISS, 2007,  Winterlieder (Okapi-Musik)
- Copea Marmelade, 2008 (Okapi-Musik)
- Schmetterlinge und Rabauken, 2010 (Okapi-Musik)
- Rock die Ente / Elemente, 2012 (Okapi-Musik)
- Klassik-Hits, 2013 (Okapi-Musik)
- Kinder-Klassik-Lieder-Spaß, 2013 (Karussell / Universal Music Family Entertainment) - Neuveröffentlichung der "Klassik-Hits"

### Musik-Video-Clip-Produktionen im Auftrag des ZDF für den KiKA
- 2004: Schwimminsel, Afrika
- 2005: Rückwärts, Hängemazien, Löwenzahn-Schaukel
- 2006: Fete bei Nofretete, Pappkarton, Ständchen für Rolf (Geburtstagslied für Rolf Zuckowski gemeinsam mit Geraldino, Beate Lambert und der Gruppe Rumpelstil)
- 2007: Rap-Punzel, Feuerwehr da
- 2008: Wunderbar (Weihnachten), Ich freu mich auf Heiligabend (autorisierte Coverversion von Greg Lakes I Believe in Father Christmas)
- 2009: Wikinger (gedreht in der alten Wikinger-Stadt Haithabu), Omas Marmelade
- 2010: Ostereier-Hitparade, Wasser – Wasser
- 2011: Rübezahl, Roboter im Digital
- 2013: Ich bin das Feuer, Geburtstagskind (Mozart) (gedreht im Barockgarten vom Schleswiger Schloss Gottorf), Kreidefelsen Poet (Tschaikowski)

### Auszeichnungen
- Kinderliederpreis der Nürnberger Nachrichten
  - (2006 Platz 1, 2002 Platz 2, 2008 Platz 3)